# Garbów (Lublin)
Pour les articles homonymes, voir Garbów.
Garbów (prononciation : [ˈɡarbuf]) est un village polonais de la gmina de Garbów dans le powiat de Lublin de la voïvodie de Lublin dans l'est de la Pologne.
Le village est le siège administratif (chef-lieu) de la gmina appelée gmina de Garbów.
Il se situe à environ 20 kilomètres au nord-ouest de Lublin (siège du powiat et capitale de la voïvodie).
Le village compte approximativement une population de 2 060 habitants.

## Histoire
Le village a été d'abord mentionné en 1326 comme siège d'une paroisse séparée. Au XVe siècle, il était la propriété personnelle du Clan d'Odrowąż . En 1785, il a été vendu à Jacek Jezierski, le châtelain de Łuków et un marshall des szlachta qui ont fait le village reçoive la droit de Magdebourg. Au cours de l'Insurrection de Kościuszko de 1794, la ville a été un champ de bataille de la dernière escarmouche entre les forces de Moscovie et ceux de la Pologne. Après cela, la ville a été annexée par la Russie et son statut de ville lui a été retirée.
Actuellement, le village est officiellement divisé en deux Sołectwos séparés : Garbów I et Garbów II. Il est probable que les deux seront éventuellement fusionner et reçoivent à nouveau le statut de ville 
De 1975 à 1998, le village est attaché administrativement à l'ancienne Voïvodie de Lublin.

Depuis 1999, il fait partie de la nouvelle voïvodie de Lublin.

## Tourisme
Il y a quelques attractions touristiques notables dans le village. Parmi elles se trouve un classiciste palais du XVIIIe siècle, une façade d'une église du XVIIe siècle détruite en 1915 et une église néo-gothique du début du XXe siècle avec une cloche de 1 000 kilogrammes de 1512.